# Malé ženy (film, 2019)
Malé ženy (v anglickém originále Little Women) je americký film z roku 2019 o dospívání, který napsala a natočila Greta Gerwig. Jedná se o osmou filmovou adaptaci stejnojmenného románu od Louisy May Alcott z roku 1868. Hlavní role ztvárnili Saoirse Ronan, Emma Watsonová, Florence Pughová, Eliza Scanlen, Laura Dern, Timothée Chalamet, Tracy Letts, Bob Odenkirk, James Norton, Louis Garrel, Jayne Houdyshell, Chris Cooper a Meryl Streep.
Světová premiéra filmu proběhla v New Yorku v Muzeu moderního umění a do amerických kin byl film uveden 25. prosince 2019. V Česku měl film premiéru v kinech 30. ledna 2020.
Film byl vybrán Americkým filmovým institutem a magazínem Time do žebříčku deseti nejlepších filmů roku 2019. Film získal šest nominací na Oscara, včetně kategorií nejlepší film, nejlepší herečka (Saoirse Ronan), nejlepší herečka ve vedlejší roli (Florence Pughová) a nejlepší adaptovaný scénář.

## Obsazení
| Saoirse Ronan     | Josephine „Jo“ March       |
| Emma Watsonová    | Margaret „Meg“ March       |
| Florence Pughová  | Amy March                  |
| Eliza Scanlen     | Elizabeth „Beth“ March     |
| Laura Dern        | Marmee March               |
| Timothée Chalamet | Theodore „Laurie“ Laurence |
| Tracy Letts       | pan Dashwood               |
| Bob Odenkirk      | otec March                 |
| James Norton      | John Brooke                |
| Louis Garrel      | Friedrich Bhaer            |
| Jayne Houdyshell  | Hannah                     |
| Chris Cooper      | pan Laurence               |
| Meryl Streep      | teta March                 |
| Dash Barber       | Fred Vaughn                |
| Hadley Robinson   | Sallie Gardiner Moffat     |
| Abby Quinn        | Annie Moffat               |
| Maryann Plunkett  | paní Kirkeová              |